# Androsace eritrichioides
Androsace eritrichioides är en viveväxtart som beskrevs av Gandoger. Androsace eritrichioides ingår i släktet grusvivor, och familjen viveväxter. Inga underarter finns listade i Catalogue of Life.